# Ceny Sdružení filmových a televizních herců za nejlepší ženský herecký výkon v seriálu (komedie)

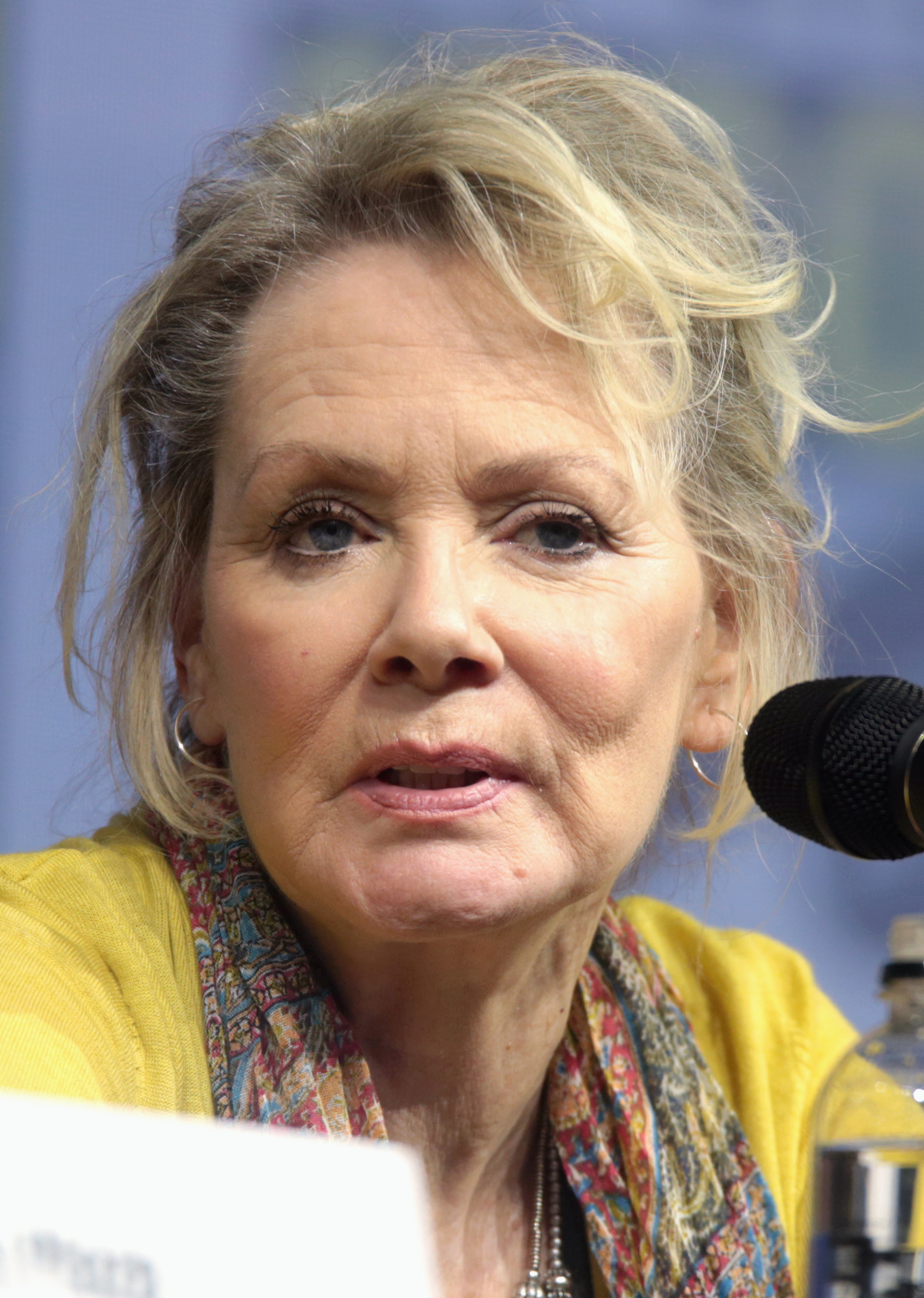
Jean Smartová, aktuální držitelka ocenění

Ceny Sdružení filmových a televizních herců za nejlepší ženský herecký výkon v seriálu (drama) každoročně uděluje Americký odborový svaz herců a televizních a rozhlasových umělců (SAG-AFTRA).

## Vítězové a nominovaní

### 1994–1999
| Rok       | Vítězové a nominovaní | Seriál                 | Role               |
| --------- | --------------------- | ---------------------- | ------------------ |
| 1994 (1.) | Helen Hunt            | Jsem do tebe blázen    | Jamie Buchman      |
| 1994 (1.) | Roseanne Barrová      | Roseanne               | Roseanne Conner    |
| 1994 (1.) | Candice Bergen        | Murphy Brown           | Murphy Brown       |
| 1994 (1.) | Ellen DeGeneresová    | Ellen                  | Ellen Morgan       |
| 1994 (1.) | Julia Louis-Dreyfus   | Show Jerryho Seinfelda | Elaine Benes       |
| 1995 (2.) | Christine Baranski    | Cybill                 | Maryann Thorpe     |
| 1995 (2.) | Candice Bergen        | Murphy Brown           | Murphy Brown       |
| 1995 (2.) | Helen Hunt            | Jsem do tebe blázen    | Jamie Buchman      |
| 1995 (2.) | Lisa Kudrow           | Přátelé                | Phoebe Bufetová    |
| 1995 (2.) | Julia Louis-Dreyfus   | Show Jerryho Seinfelda | Elaine Benes       |
| 1996 (3.) | Julia Louis-Dreyfus   | Show Jerryho Seinfelda | Elaine Benes       |
| 1996 (3.) | Christine Baranski    | Cybill                 | Maryann Thorpe     |
| 1996 (3.) | Ellen DeGeneresová    | Ellen                  | Ellen Morgan       |
| 1996 (3.) | Helen Hunt            | Jsem do tebe blázen    | Jamie Buchman      |
| 1996 (3.) | Kristen Johnston      | 3rd Rock from the Sun  | Sally Solomon      |
| 1997 (4.) | Julia Louis-Dreyfus   | Show Jerryho Seinfelda | Elaine Benes       |
| 1997 (4.) | Kirstie Alleyová      | Verončiny svůdnosti    | Veronica Chase     |
| 1997 (4.) | Ellen DeGeneresová    | Ellen                  | Ellen Morgan       |
| 1997 (4.) | Calista Flockhart     | Ally McBealová         | Ally McBeal        |
| 1997 (4.) | Helen Hunt            | Jsem do tebe blázen    | Jamie Buchman      |
| 1998 (5.) | Tracey Ullman         | Tracey Takes On...     | Various Characters |
| 1998 (5.) | Calista Flockhart     | Ally McBealová         | Ally McBeal        |
| 1998 (5.) | Lisa Kudrow           | Přátelé                | Phoebe Bufetová    |
| 1998 (5.) | Julia Louis-Dreyfus   | Show Jerryho Seinfelda | Elaine Benes       |
| 1998 (5.) | Amy Pietz             | Caroline in the City   | Annie Spadaro      |
| 1999 (6.) | Lisa Kudrow           | Přátelé                | Phoebe Bufetová    |
| 1999 (6.) | Calista Flockhart     | Ally McBealová         | Ally McBeal        |
| 1999 (6.) | Lucy Liu              | Ally McBealová         | Ling Woo           |
| 1999 (6.) | Sarah Jessica Parker  | Sex ve městě           | Carrie Bradshawová |
| 1999 (6.) | Tracey Ullman         | Tracey Takes On...     | Various Characters |

### 2000–2009
| Rok        | Vítězové a nominovaní | Seriál                             | Role               |
| ---------- | --------------------- | ---------------------------------- | ------------------ |
| 2000 (7.)  | Sarah Jessica Parker  | Sex ve městě                       | Carrie Bradshawová |
| 2000 (7.)  | Calista Flockhart     | Ally McBealová                     | Ally McBeal        |
| 2000 (7.)  | Jane Kaczmareková     | Malcolm v nesnázích                | Lois               |
| 2000 (7.)  | Debra Messingová      | Will a Grace                       | Grace Adler        |
| 2000 (7.)  | Megan Mullally        | Will a Grace                       | Karen Walker       |
| 2001 (8.)  | Megan Mullally        | Will a Grace                       | Karen Walker       |
| 2001 (8.)  | Jennifer Aniston      | Přátelé                            | Rachel Greenová    |
| 2001 (8.)  | Kim Cattrall          | Sex ve městě                       | Samantha Jones     |
| 2001 (8.)  | Patricia Heaton       | Raymonda má každý rád              | Debra Barone       |
| 2001 (8.)  | Sarah Jessica Parker  | Sex ve městě                       | Carrie Bradshawová |
| 2002 (9.)  | Megan Mullally        | Will a Grace                       | Karen Walker       |
| 2002 (9.)  | Jennifer Aniston      | Přátelé                            | Rachel Greenová    |
| 2002 (9.)  | Kim Cattrall          | Sex ve městě                       | Samantha Jones     |
| 2002 (9.)  | Patricia Heaton       | Raymonda má každý rád              | Debra Barone       |
| 2002 (9.)  | Jane Kaczmareková     | Malcolm v nesnázích                | Lois               |
| 2003 (10.) | Megan Mullally        | Will a Grace                       | Karen Walker       |
| 2003 (10.) | Patricia Heaton       | Raymonda má každý rád              | Debra Barone       |
| 2003 (10.) | Lisa Kudrow           | Přátelé                            | Phoebe Bufetová    |
| 2003 (10.) | Debra Messingová      | Will a Grace                       | Grace Adler        |
| 2003 (10.) | Doris Robertsová      | Raymonda má každý rád              | Marie Barone       |
| 2004 (11.) | Teri Hatcherová       | Zoufalé manželky                   | Susan Mayer        |
| 2004 (11.) | Patricia Heaton       | Raymonda má každý rád              | Debra Barone       |
| 2004 (11.) | Megan Mullally        | Will a Grace                       | Karen Walker       |
| 2004 (11.) | Sarah Jessica Parker  | Sex ve městě                       | Carrie Bradshawová |
| 2004 (11.) | Doris Robertsová      | Raymonda má každý rád              | Marie Barone       |
| 2005 (12.) | Felicity Huffmanová   | Zoufalé manželky                   | Lynette Scavo      |
| 2005 (12.) | Candice Bergen        | Kauzy z Bostonu                    | Shirley Schmidt    |
| 2005 (12.) | Patricia Heaton       | Raymonda má každý rád              | Debra Barone       |
| 2005 (12.) | Megan Mullally        | Will a Grace                       | Karen Walker       |
| 2005 (12.) | Mary-Louise Parker    | Tráva                              | Nancy Botwin       |
| 2006 (13.) | America Ferrera       | Ošklivka Betty                     | Betty Suarez       |
| 2006 (13.) | Felicity Huffmanová   | Zoufalé manželky                   | Lynette Scavo      |
| 2006 (13.) | Julia Louis-Dreyfus   | Nové trable staré Christine        | Christine Campbell |
| 2006 (13.) | Megan Mullally        | Will a Grace                       | Karen Walker       |
| 2006 (13.) | Mary-Louise Parker    | Tráva                              | Nancy Botwin       |
| 2006 (13.) | Jaime Pressly         | Jmenuju se Earl                    | Joy Turner         |
| 2007 (14.) | Tina Fey              | Studio 30 Rock                     | Liz Lemon          |
| 2007 (14.) | Christina Applegate   | Samantha Who?                      | Samantha Newly     |
| 2007 (14.) | America Ferrera       | Ošklivka Betty                     | Betty Suarez       |
| 2007 (14.) | Mary-Louise Parker    | Tráva                              | Nancy Botwin       |
| 2007 (14.) | Vanessa Williams      | Ošklivka Betty                     | Wilhelmina Slater  |
| 2008 (15.) | Tina Fey              | Studio 30 Rock                     | Liz Lemon          |
| 2008 (15.) | Christina Applegate   | Samantha Who?                      | Samantha Newly     |
| 2008 (15.) | America Ferrera       | Ošklivka Betty                     | Betty Suarez       |
| 2008 (15.) | Mary-Louise Parker    | Tráva                              | Nancy Botwin       |
| 2008 (15.) | Tracey Ullman         | Tracey Ullman's State of the Union | Různé postavy      |
| 2009 (16.) | Tina Fey              | Studio 30 Rock                     | Liz Lemon          |
| 2009 (16.) | Christina Applegate   | Samantha Who?                      | Samantha Newly     |
| 2009 (16.) | Toni Collette         | Tara a její svět                   | Tara Gregson       |
| 2009 (16.) | Edie Falco            | Sestřička Jackie                   | Jackie Peyton      |
| 2009 (16.) | Julia Louis-Dreyfus   | Nové trable staré Christine        | Christine Campbell |

### 2010–2019
| Rok        | Vítězové a nominovaní | Seriál                         | Role                        |
| ---------- | --------------------- | ------------------------------ | --------------------------- |
| 2010 (17.) | Betty Whiteová        | Nouzové přistání               | Elka Ostrovsky              |
| 2010 (17.) | Edie Falco            | Sestřička Jackie               | Jackie Peyton               |
| 2010 (17.) | Tina Fey              | Studio 30 Rock                 | Liz Lemon                   |
| 2010 (17.) | Jane Lynchová         | Glee                           | Sue Sylvester               |
| 2010 (17.) | Sofía Vergara         | Taková moderní rodinka         | Gloria Delgado-Pritchett    |
| 2011 (18.) | Betty Whiteová        | Nouzové přistání               | Elka Ostrovsky              |
| 2011 (18.) | Julie Bowen           | Taková moderní rodinka         | Claire Dunphy               |
| 2011 (18.) | Edie Falco            | Sestřička Jackie               | Jackie Peyton               |
| 2011 (18.) | Tina Fey              | Studio 30 Rock                 | Liz Lemon                   |
| 2011 (18.) | Sofía Vergara         | Taková moderní rodinka         | Gloria Delgado-Pritchett    |
| 2012 (19.) | Tina Fey              | Studio 30 Rock                 | Liz Lemon                   |
| 2012 (19.) | Edie Falco            | Sestřička Jackie               | Jackie Peyton               |
| 2012 (19.) | Amy Poehlerová        | Parks and Recreation           | Leslie Knope                |
| 2012 (19.) | Sofía Vergara         | Taková moderní rodinka         | Gloria Delgado-Pritchett    |
| 2012 (19.) | Betty Whiteová        | Nouzové přistání               | Elka Ostrovsky              |
| 2013 (20.) | Julia Louis-Dreyfus   | Viceprezident(ka)              | Selina Meyer                |
| 2013 (20.) | Mayim Bialik          | Teorie velkého třesku          | Amy Farrah Fowler           |
| 2013 (20.) | Julie Bowen           | Taková moderní rodinka         | Claire Dunphy               |
| 2013 (20.) | Edie Falco            | Sestřička Jackie               | Jackie Peyton               |
| 2013 (20.) | Tina Fey              | Studio 30 Rock                 | Liz Lemon                   |
| 2014 (21.) | Uzo Aduba             | Holky za mřížemi               | Suzanne „Crazy Eyes“ Warren |
| 2014 (21.) | Julie Bowen           | Taková moderní rodinka         | Claire Dunphy               |
| 2014 (21.) | Edie Falco            | Sestřička Jackie               | Jackie Peyton               |
| 2014 (21.) | Julia Louis-Dreyfus   | Viceprezident(ka)              | Selina Meyer                |
| 2014 (21.) | Amy Poehlerová        | Parks and Recreation           | Leslie Knope                |
| 2015 (22.) | Uzo Aduba             | Holky za mřížemi               | Suzanne „Crazy Eyes“ Warren |
| 2015 (22.) | Edie Falco            | Sestřička Jackie               | Jackie Peyton               |
| 2015 (22.) | Ellie Kemper          | Nezdolná Kimmy Schmidt         | Kimmy Schmidt               |
| 2015 (22.) | Julia Louis-Dreyfus   | Viceprezident(ka)              | Selina Meyer                |
| 2015 (22.) | Amy Poehlerová        | Parks and Recreation           | Leslie Knope                |
| 2016 (23.) | Julia Louis-Dreyfus   | Viceprezident(ka)              | Selina Meyer                |
| 2016 (23.) | Uzo Aduba             | Holky za mřížemi               | Suzanne „Crazy Eyes“ Warren |
| 2016 (23.) | Ellie Kemper          | Nezdolná Kimmy Schmidt         | Kimmy Schmidt               |
| 2016 (23.) | Jane Fondová          | Grace a Frankie                | Grace Hanson                |
| 2016 (23.) | Lily Tomlin           | Grace a Frankie                | Frankie Bergstein           |
| 2017 (24.) | Julia Louis-Dreyfus   | Viceprezident(ka)              | Selina Meyer                |
| 2017 (24.) | Alison Brie           | GLOW: Nádherné ženy wrestlingu | Ruth Wilder                 |
| 2017 (24.) | Uzo Aduba             | Holky za mřížemi               | Suzanne „Crazy Eyes“ Warren |
| 2017 (24.) | Jane Fondová          | Grace a Frankie                | Grace Hanson                |
| 2017 (24.) | Lily Tomlin           | Grace a Frankie                | Frankie Bergstein           |
| 2018 (25.) | Rachel Brosnahanová   | Úžasná paní Maiselová          | Miriam Maisel               |
| 2018 (25.) | Alex Borsteinová      | Úžasná paní Maiselová          | Susie Myerson               |
| 2018 (25.) | Alison Brie           | GLOW: Nádherné ženy wrestlingu | Ruth Wilder                 |
| 2018 (25.) | Jane Fondová          | Grace a Frankie                | Grace Hanson                |
| 2018 (25.) | Lily Tomlin           | Grace a Frankie                | Frankie Bergstein           |
| 2019 (26.) | Phoebe Waller-Bridge  | Potvora                        | Potvora                     |
| 2019 (26.) | Alex Borsteinová      | Úžasná paní Maiselová          | Susie Myerson               |
| 2019 (26.) | Rachel Brosnahanová   | Úžasná paní Maiselová          | Miriam Maisel               |
| 2019 (26.) | Christina Applegate   | Smrt nás spojí                 | Jen Harding                 |
| 2019 (26.) | Catherine O'Hara      | Městečko Schitt's Creek        | Moira Rose                  |

### 2020–2029
| Rok        | Vítězové a nominovaní | Seriál                    | Role                |
| ---------- | --------------------- | ------------------------- | ------------------- |
| 2020 (27.) | Catherine O'Hara      | Městečko Schitt's Creek   | Moira Rose          |
| 2020 (27.) | Christina Applegate   | Smrt nás spojí            | Jen Harding         |
| 2020 (27.) | Linda Cardellini      | Smrt nás spojí            | Judy Hale           |
| 2020 (27.) | Kaley Cuoco           | Letuška                   | Cassie Bowden       |
| 2020 (27.) | Annie Murphy          | Městečko Schitt's Creek   | Alexis Rose         |
| 2021 (28.) | Jean Smartová         | Stále v kurzu             | Deborah Vance       |
| 2021 (28.) | Elle Fanningová       | Veliká                    | Kateřina II. Veliká |
| 2021 (28.) | Sandra Oh             | Vedoucí katedry           | Ji-Yoon Kim         |
| 2021 (28.) | Juno Temple           | Ted Lasso                 | Keeley Jonesová     |
| 2021 (28.) | Hannah Waddingham     | Ted Lasso                 | Rebecca Weltonová   |
| 2022 (29.) | Jean Smartová         | Stále v kurzu             | Deborah Vance       |
| 2022 (29.) | Christina Applegate   | Smrt nás spojí            | Jen Harding         |
| 2022 (29.) | Rachel Brosnahanová   | Úžasná paní Maiselová     | Miriam Maiselová    |
| 2022 (29.) | Quinta Brunson        | Základka Willarda Abbotta | Janine Teagues      |
| 2022 (29.) | Jenna Ortega          | Wednesday                 | Wednesday Addamsová |
| 2023 (30.) | Ayo Edebiri           | Medvěd                    | Sydney Adamu        |
| 2023 (30.) | Alex Borsteinová      | Úžasná paní Maiselová     | Susie Myerson       |
| 2023 (30.) | Rachel Brosnahanová   | Úžasná paní Maiselová     | Miriam Maisel       |
| 2023 (30.) | Quinta Brunson        | Základka Willarda Abbotta | Janine Teagues      |
| 2023 (30.) | Hannah Waddingham     | Ted Lasso                 | Rebecca Weltonová   |
| 2024 (31.) | Jean Smartová         | Stále v kurzu             | Deborah Vance       |
| 2024 (31.) | Kristen Bellová       | Tohle nikdo nechce        | Joanne              |
| 2024 (31.) | Quinta Brunson        | Základka Willarda Abbotta | Janine Teagues      |
| 2024 (31.) | Quinta Brunson        | Medvěd                    | Tina Marrero        |
| 2024 (31.) | Ayo Edebiri           | Medvěd                    | Sydney Adamu        |

## Herečky s více vítězstvími
| 5 vítězství - Julia Louis-Dreyfus 4 vítězství - Tina Fey 3 vítězství - Megan Mullally - Jean Smartová | 2 vítězství - Uzo Aduba - Betty White |